# Theo Harisch
Theodor Andreas Harisch (né le 27 mars 1920 à Vienne, mort le 8 octobre 2010 dans la même ville) est un chef décorateur autrichien.

## Biographie
Après une formation à l'académie des beaux-arts de Vienne, il est chef décorateur assistant en 1951. En 1956, il devient le chef décorateur principal. Il participe surtout à des Heimatfilms.
Au début des années 1960, Theo Harisch travaille de plus en plus pour l'ÖRF. Dans les années 1970, son activité au cinéma est exceptionnelle.
En 1977, Theo Harisch participe à la conception des bâtiments de la mini-série américaine Holocauste quand elle fut tournée en Autriche. En 1983, Harisch se retire peu à peu puis prend sa retraite en 1992.

## Filmographie
Cinéma
- 1957 : Die Lindenwirtin vom Donaustrand
- 1957 : Eva küßt nur Direktoren
- 1959 : Mikosch im Geheimdienst (de)
- 1959 : Zwölf Mädchen und ein Mann (de)
- 1960 : Heimweh nach dir, mein grünes Tal (de)
- 1961 : Der Orgelbauer von St. Marien
- 1961 : Das Mädchen auf der Titelseite
- 1962 : Die vergessenen Jahre
- 1962 : Wenn beide schuldig werden
- 1964 : Liebesgrüße aus Tirol
- 1971 : Rudi, benimm dich!
- 1972 : Trubel um Trixie
- 1975 : Le Baron tzigane
- 1975 : La Trahison
- 1976 : Le Cinquième Mousquetaire

Télévision
- 1967 : Die Landstreicher
- 1970 : Mooneys Wohnwagen
- 1971 : Wenn der Vater mit dem Sohne (de) (série)
- 1973 : Wenn ihr wollt, ist es kein Märchen
- 1973 : Hallo – Hotel Sacher … Portier! (de) (série)
- 1974 : Zigeunerliebe
- 1978 : Holocauste
- 1983 : Mich wundert, daß ich so fröhlich bin